# Пудра

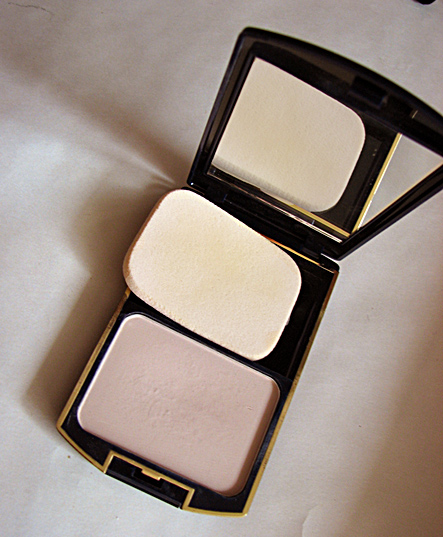
Пудреница

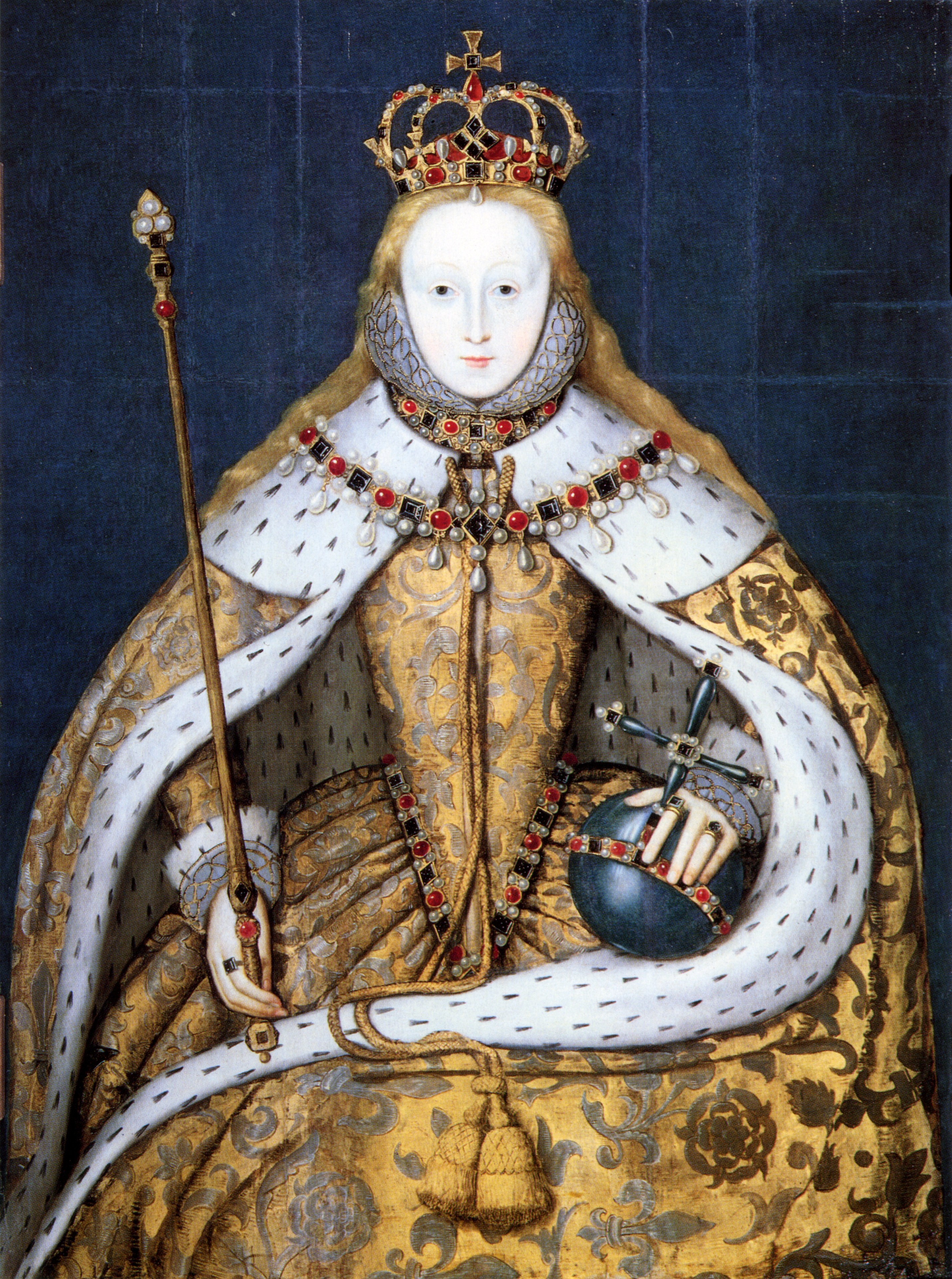
Портрет напудренной английской королевы Елизаветы I

Пу́дра (от фр. poudre — пыль) — декоративное косметическое средство в виде мелкого порошка, используемое для закрепления макияжа, а также как самостоятельный продукт для выравнивания цвета и, в том числе, рельефа кожи, ранее средство для порошения волос на голове и париков.

## История
История использования пудры, как косметического средства уходит корнями в древность. Археологические находки и химические анализы указывают на то, что пудра для лица уже использовалась в период между 2000 и 1200 годами до н. э., и состав включал свинец, распространенный косметический ингредиент, используемый в Древнем Египте. В могилах были обнаружены банки с кайялом, используемые для хранения подводки для глаз, а также каменные контейнеры с пудрой для лица, египтяне верили, что это даст им вечную красоту в загробной жизни. Пудра для лица также считалась лечебным средством для защиты людей от болезней.
Мужчины и женщины использовали раннюю форму румян, которые были сделаны из толчёной красной охры. Клеопатра сильно повлияла на древнеегипетский стандарт красоты с её характерным стилем макияжа, вдохновляя древних египтян подводить глаза зеленым и синим порошком.
Древнеегипетские методы достижения красоты распространились по всему Средиземноморью и повлияли на косметические тенденции в Греции. Используя аналогичные ингредиенты, древние греки применяли багровую киноварь в качестве пудры для румян, а также осветляли свой цвет лица белым свинцом. В то время как стремление к белому цвету лица демонстрировало социальные идеи о расовом превосходстве, тон кожи также определял пол, поскольку в древние времена женщины были бледнее мужчин из-за меньшего количества гемоглобина. Признаком принадлежности к высшему классу была белая, безупречная кожа, свободная от воздействия солнца, поскольку жизнь богатых женщин предполагала пребывание в помещении. Следы осветляющей кожу пудры для лица, изготовленной из белого свинца, были обнаружены в могилах богатых древнегреческих женщин. Город Афины находился неподалёку от рудников Лауриона, из которых греки добывали огромное количество серебра, торгуя которым, получали большую часть своего богатства. Белый свинец был найден в шахтах в качестве побочного продукта добычи серебра, из него древние греки и производили пудру для лица. О пудре для лица также упоминается в работах древнегреческих писателей. Писатель и историк Ксенофонт пишет о женщинах, которые «натирали лицо белым, чтобы оно казалось белее». В своей книге «Экономиник» (др.-греч. Oeconominicus) древнегреческий поэт Эвбул (др.-греч. Eubulus) в пьесе «Стефанополид» (др.-греч. Stephanopolides) сравнивает женщин низшего и высшего классов, заявляя, что бедные женщины «не обмазаны белым свинцом». Хотя уже тогда было известно, что белый свинец ядовит, древние греки не удерживались от нанесения пудры для лица, чтобы соответствовать своим стандартам красоты.
Использование пудры для лица в Древнем Риме было сосредоточено вокруг римского идеала женственности и стандартов красоты, выражающих признаки социального статуса и здоровья. Бледный цвет лица был желанным для римских женщин и часто упоминался в поэзии древнеримского поэта Овидия. Стеклянные баночки и кисточки из археологических находок подтверждают хранение и использование пудры для лица. Древнеримские поэты Ювенал и Марциал упоминают в своих произведениях любовницу по имени «Чиона», что буквально переводится как «снежная» или «холодная», имея в виду желаемый светлый цвет лица женщины. Отбеливание кожи, а также защита от солнца практиковались путем нанесения пудры для лица в виде церуссы, которая представляла собой смесь белой свинцовой стружки и уксуса. Римские женщины хотели скрыть пигментные пятна и веснушки, а также выровнять кожу с помощью этой пудры. Мел также использовался для отбеливания кожи, а также пудра из пепла и шафрана на глаза.
В Древнем Китае женщины также хотели отбелить кожу для красоты. Считается, что пудра для лица возникла в период (770—476 гг. до н. э.), использовалась для выравнивания тона лица и была сделана путем измельчения риса. Другая форма порошка изготавливалась с использованием свинца, который, несмотря на свою токсичность, был желанным из-за его отбеливающих кожу свойств. Кроме того, жемчуг измельчался для создания жемчужного порошка, который улучшал внешний вид лица, а также использовался в качестве лекарства для лечения глазных заболеваний, акне и туберкулеза. Китайская императрица У Цзэтянь использовала жемчужный порошок для поддержания сияющей кожи. Свинец также был распространённым ингредиентом, используемым для пудры для лица, и оставался популярным благодаря своим отбеливающим кожу свойствам.
В Средневековье, во времена общей болезненности, бледности и слабости, чистая, яркая кожа свидетельствовала о плодовитости и хорошем здоровье. Порошки на основе свинца использовались знатным классом на протяжении всего XVI века, поскольку королева Елизавета I наносила пудру для лица, чтобы скрыть свои шрамы от оспы. Основной причиной ее смерти было заражение крови, в первую очередь, из-за использования косметики, содержащей токсичные материалы, в том числе пудру для лица на основе свинца.
Произведения искусства эпохи Возрождения укрепили идеализированный образ красоты и повлияли на массовое использование пудры для лица. Общественное использование пудры для поддержания белизны и безупречности кожи заметно в произведениях искусства той эпохи, включая «Рождение Венеры» Сандро Боттичелли.
В работах Шекспира говорится о женственности и культуре использования косметики того времени, в частности, его сравнения с серебром, указывающими на желаемый сияющий цвет кожи, достигнутый использованием жемчужной пудры для лица.
Позднее пудра применялась как мельчайшая мука, крахмальная пыль, которой порошили волосы на голове и парики для украшения и, следуя из названия, пришла в Россию из Франции. Моду на пудренные парики массово ввел французский король Людовик XIV во второй половине XVII века. Она оставалась доминирующей в Европе на время всего господства версальского вкуса — до времён Великой французской революции. В конце XVIII века отказ от пудры был одним из знаков нового мышления (см. ампирная мода). И лучшей пудрой считалась рисовая.
В викторианскую эпоху, заметный макияж стал менее популярным, так как в моду вошла естественная красота. Эталоном красоты стала хрупкая и бледная до синевы внешность. Для поддержания цвета кожи оттенка слоновой кости использовались порошки, полученные из оксидов цинка.
Позже пудру стали применять и для украшения кожи лица, а наиболее гигиеничной, для поглощения пота и придания белизны, считалась пудра из чистого рисового крахмала с различными духами. Пудра представляла собой смесь тонкого порошка из рисового крахмала с различными минеральными солями (мелом, гипсом, свинцовыми белилами, висмутом) и душистыми веществами (фиалковым корнем, гвоздикой, душистой акацией). Рисовая пудра, делавшая лица бледно-голубоватыми называлась «Смертный рис».

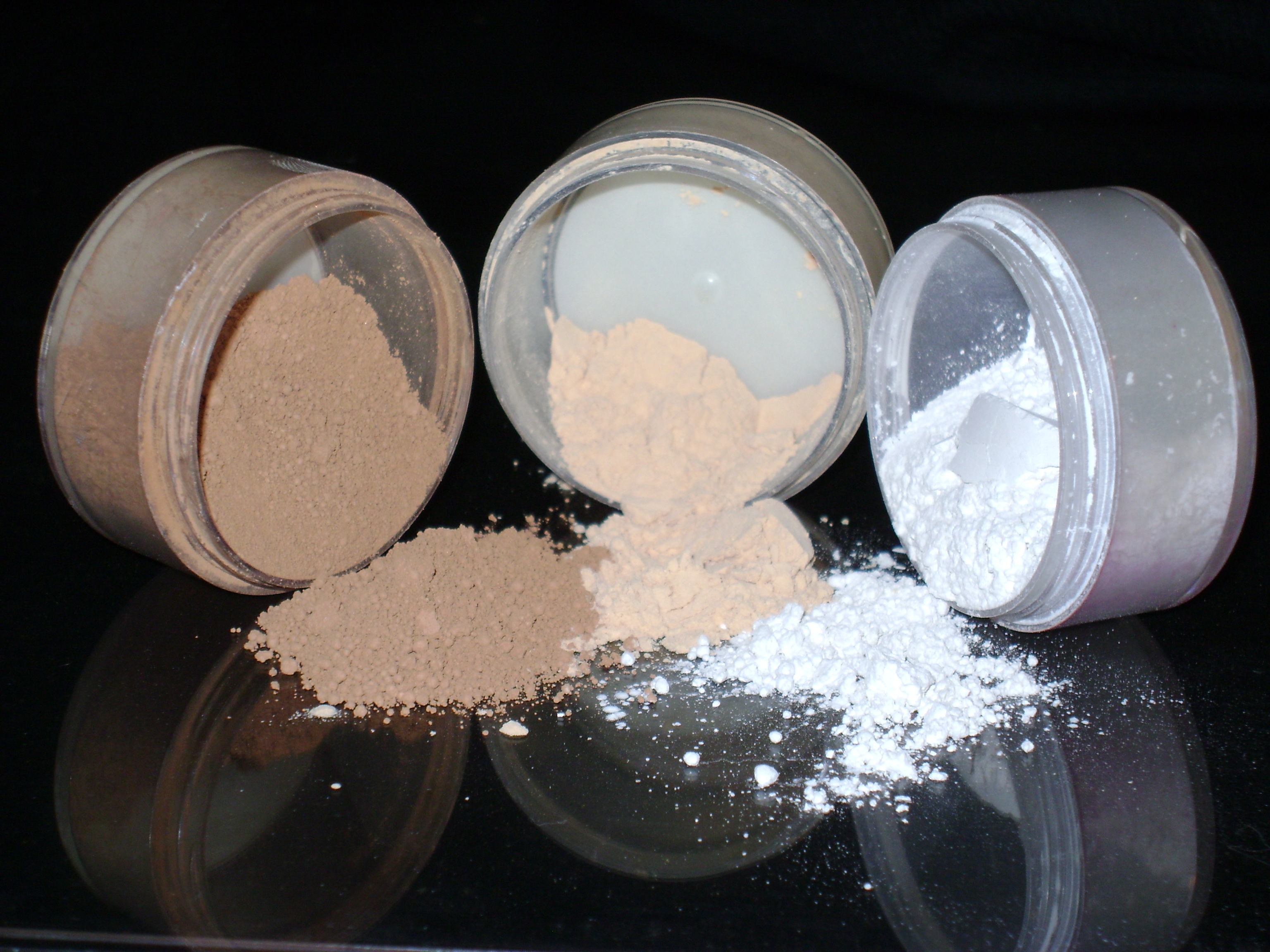
Рассыпчатая минеральная пудра

Промышленный выпуск пудры как и туалетного мыла, губной помады и духов, то есть косметики, в России положила основанная в 1843 году, в Москве, фабрика Альфонса Рале. Пудра для лица изготавливалась из высококачественного сорта крахмала с примесью талька и душистых масел, и данная смесь обыкновенно слегка подсинивалась.
Пудра была очень дорогим удовольствием (роскошью) и в Англии Питтом был введён налог на роскошь — Налог на пудру, сначала налог дал около 200 000 фунтов стерлингов дохода, но вслед за тем стала, под влиянием вздорожания пудры, проходит мода пудриться и налог упал до минимума, продержавшись, однако, до 1871 года, когда он был окончательно отменен правительством.

## Описание
Вырабатывается в порошкообразной, жидкой и спрессованной компактной форме. Это ароматизированная тонкодисперсная однородная смесь минеральных и органических веществ.
Состав: тальк, окись цинка, двуокись титана, каолин.
Широко распространены пудры белого, розового, желтоватого (рашель), желтовато-розового цветов, а также цвета загара и персика. Для окрашивания пудры применяют красители неорганические (сиена, железоокисные пигменты жёлтый и красный и другое), органические (эозин, лак красный ЖБ, краски косметические), минерального и синтетического происхождения. Чтобы пудра имела приятный запах, в неё добавляют отдушку.
Пудры для лица обычно бывают двух основных типов. Одним из них является рассыпчатая пудра, которая используется для помощи жирной коже в поглощении избыточной влаги и матировании лица, чтобы уменьшить блеск. Другой вид — прессованная (компактная), которая скрывает неровности цвета и часто носится вместо тонального средства.

## Изготовление
Процесс приготовления всех видов пудр (за исключением кремообразной и жидкой) сводится в основном к смешиванию всех её ингредиентов с последующим просевом на ситах (имеющих 3600 отверстий на 1 см2) или смешивание и измельчение на соответствующих мельницах, компактной — к смешиванию и прессованию.

## Способы нанесения
Существуют следующие способы нанесения пудры:
- Кистью. Данный вариант даёт однородное, равномерное покрытие и позволяет чётко дозировать количество наносимого средства. Избыток нанесённой пудры можно смахнуть той же кистью. Для сухих видов желательно использовать округлые кисти большого размера из натуральных материалов, а для крем-пудры подойдут плоские кисточки.
- Спонжем. Спонжем наносят пудру прессованной формы, обычно при покупке такой пудры спонж идёт в комплекте с ней. Латексные спонжи и бьюти-блендеры хороши при влажном способе нанесения, а также для кремообразных пудр.

Ранее пудра просто равномерно высыпалась на голову (парик). Позднее, для нанесения на лицо использовалась пуховка, изготовленная из лебяжьего пуха.